# 斐迪南 (不伦瑞克-沃尔芬比特尔)

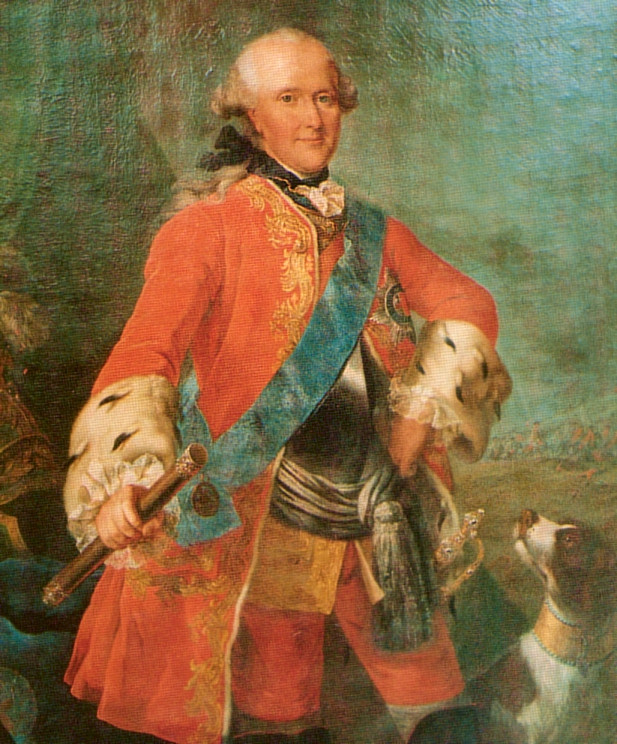
斐迪南 （不伦瑞克）

斐迪南·冯·不伦瑞克-沃尔芬比特尔（德語：Ferdinand von Braunschweig-Wolfenbüttel；1721年1月12日—1792年7月3日），不伦瑞克公爵斐迪南·阿尔布雷希特二世的第五子，不伦瑞克公爵卡尔一世的弟弟。1758年—1766年的普魯士元帥，因七年戰爭聞名。
斐迪南自年輕始就有一張英俊的臉孔，他擁有良好的教養且舉止得體，高明的小提琴演奏時常博得滿堂喝采。然而，他希望在戰場證明其價值，決定了未來英勇衝鋒的軍事性格。因為他身具文武雙全的資質與潛力，英國知名的音樂家查爾斯·柏尼就曾評價斐迪南說：「他可能憑著這些天賦而獲得美好前程。」
19歲的斐迪南於1740年加入普魯士軍為上校，在奧地利王位繼承戰爭中曾參與過莫爾維茨會戰和查圖西茨會戰，在索爾戰役中初露鋒芒，受到腓特烈大帝重視。後來他在1756年七年戰爭中率軍入侵薩克森及波希米亞，被腓特烈派去西線抵擋法國，從此以後，斐迪南一直獨當一面，僅憑著漢諾瓦聯合部隊，與西方方向的法軍互有勝負。不能不說，布倫斯威克親王斐迪南元帥是腓特烈手下真正的帥才。 
1758年在西線，斐迪南親王獨自抵擋法軍，他指揮10萬人的軍團，大多數是德意志幾個盟邦（主要是漢諾瓦和不倫斯克）和英國的人馬，僅僅佔用極少量的普魯士軍隊。年初2、3月間，斐迪南把法軍向西趕過威悉河，法軍總司令黎塞留公爵元帥被解職，由克萊蒙元帥接替。斐迪南在這次作戰之後被授予普魯士元帥軍銜。但在1762年的瑙海姆戰役受重傷後，斐迪南親王被迫從此退出一線戰場。